# Robertus nojimai
Robertus nojimai är en spindelart som beskrevs av Yoshida 2002. Robertus nojimai ingår i släktet fuktspindlar, och familjen klotspindlar. Inga underarter finns listade i Catalogue of Life.